# 洛士利 (阿拉巴马州)
洛士利（英語：Loxley），是美国阿拉巴马州下属的一座城市。面积约为31.85平方英里（约合82.49平方公里）。根据2010年美国人口普查，该市有人口1,632人，人口密度为51.24/平方英里（约合19.78/平方公里）。